# Антал Гідаш
Антал Гідаш (угор. Hidas Antal, 19 грудня 1899, Геделле — 22 січня 1980, Будапешт) — угорський письменник і перекладач. Член Компартії з 1920. В 1925—1959 роках жив в СРСР.

## Біографія
Народився 19 грудня 1899 року у Геделле в багатодітній сім'ї чоботаря. За революційну діяльність був вигнаний з гімназії, після чого недовгий час працював на фабриці і журналістом. З 1925 по 1959 роки жив у СРСР. У 1936 відвідав Україну.

## Літературна діяльність
Друкуватися почав у 1919 році. У 1925 році видав першу збірку віршів — «На землі контрреволюції», що сповнена суму у зв'язку з поразкою Угорської Радянської республіки (1919) і очікувань на новий комуністичний переворот. Автор збірок віршів «Угорщина радіє» (1930), «Москва — батьківщина» (1934; обидві — російською мовою), «Сад моєї тітоньки» (1958), «Горюємо за тобою» (1968), романів «Пан Фіцек» (1936), «Мартон і його друзі» (1959), «Інша музика потрібна» (1963). Перекладав угорською мовою твори російських і українських поетів.
В 1951 році видано «Кобзар», куди ввійшло 28 творів Т. Шевченка у перекладі Гідаша.

## Українські переклади
- Пан Фіцек. — К., 1974.
- Вірші. // Всесвіт, 1976, № 10.